# 謝普雷烏什鄉
46°34′N 21°44′E / 46.567°N 21.733°E
謝普雷烏什鄉（羅馬尼亞語：Comuna Șepreuș, Arad），是羅馬尼亞的鄉份，位於該國西部，由阿拉德縣負責管轄，面積58平方公里，海拔高度92米，2011年人口2,481，人口密度每平方公里42人。